# Goldfinger (nummer)
Goldfinger is de titelsong van de gelijknamige James Bond-film Goldfinger uit 1964. Het nummer werd gecomponeerd door John Barry met teksten van Leslie Bricusse en Anthony Newley. De uitvoerende van het nummer werd Shirley Bassey, de zangeres die later nog tweemaal een James Bond-nummer opnam (Diamonds Are Forever en Moonraker). Goldfinger wordt gebruikt tijdens de openingstitels en de aftiteling van de film. Ook verscheen het nummer op de soundtrack van de film.
Oorspronkelijk nam Newley het nummer zelf op. Bassey werd uitgekozen omdat haar stem meer effect zou hebben. In 1992 werd de versie van Newley uitgebracht ter gelegenheid van de dertigste verjaardag van de James Bond-films in een compilatie: The Best of Bond... James Bond.
Het nummer werd goud in de Verenigde Staten en behaalde de top 10 in verschillende Europese landen, waaronder Nederland. In Japan werd het nummer een nummer 1-hit. Sinds de jaren 60 is het nummer het bekendste werk van Shirley Bassey. Ze zingt het nummer tijdens de meeste optredens die ze geeft.

## NPO Radio 2 Top 2000
| Nummer met noteringen in de NPO Radio 2 Top 2000 | '99  | '00 | '01  | '02  |
| ------------------------------------------------ | ---- | --- | ---- | ---- |
| Goldfinger                                       | 1477 | -   | 1985 | 1939 |

1. ↑  Een '-' betekent dat het nummer niet was genoteerd en een vetgedrukt getal geeft de hoogste notering aan.
2. ↑  Deze tabel is bijgewerkt tot en met de laatste editie (2024).